# Yvonne Maldonado
Yvonne "Bonnie" Maldonado es una profesora estadounidense de pediatría e investigación y políticas de salud en la Universidad de Standford, con un enfoque en enfermedades infecciosas. Fundó la Clínica de VIH pediátrica de Stanford y actualmente se desempeña como Decana Asociada de Desarrollo de Facultad y Diversidad de la Facultad de Medicina de la Universidad de Stanford.

## Primeros años
Criada en Los Ángeles, Maldonado es hija de inmigrantes mexicanos y fue la primera de su familia en asistir a la universidad. Maldonado recibió su licenciatura de la Universidad de California, Los Ángeles. Luego asistió a la Escuela de Medicina de la Universidad Stanford, donde recibió su título de Doctor en Medicina en 1981. Realizó su residencia en pediatría en el Hospital Johns Hopkins, donde permaneció para su beca en enfermedades infecciosas pediátricas.
Después de su residencia, se unió a los Centros para el Control y la Prevención de Enfermedades como Oficial de Vigilancia de Epidemias a mediados de la década de 1980 al comienzo de la epidemia de VIH/SIDA en los Estados Unidos. Allí, se interesó en cómo prevenir la propagación de la infección por el VIH de las madres a sus bebés, particularmente en los países en desarrollo. En 1988, se convirtió en profesora de pediatría en la Universidad de Stanford, donde comenzó la Clínica de VIH pediátrica.
Maldonado ha contribuido con su experiencia a la política gubernamental, sirviendo en el Comité Asesor Nacional de Vacunas a través del Departamento de Salud y Servicios Humanos de los Estados Unidos y como miembro del Consejo Asesor de la Iniciativa de California del Gobernador Gavin Newsom para Avanzar en el Consejo Asesor de Medicina de Precisión. Es la presidenta del Comité de enfermedades infecciosas de la Academia Estadounidense de Pediatría y es miembro principal del Centro Stanford para la Innovación en Salud Global. También es defensora de la diversidad, la equidad y la inclusión, y se desempeña como Decana Asociada de Desarrollo y Diversidad de Facultad de Stanford desde mayo de 2014, sucediendo a Hannah Valantine.

## Trayectoria
Su investigación se centra en la epidemiología y la prevención de enfermedades infecciosas, como rotavirus, sarampión, paperas, rubéola, poliomielitis e infección pediátrica por VIH. También ha trabajado en el desarrollo y evaluación de programas para prevenir la violencia de género, trabajando en intervenciones en Kenia. Su grupo se asoció con la organización sin fines de lucro "Ujamaa-Africa / No Means No Worldwide" para desarrollar e implementar un programa de empoderamiento de 12 horas para enseñar a las niñas técnicas verbales y físicas para prevenir el acoso y la agresión sexual. Descubrieron que la intervención tuvo éxito tanto en frenar la incidencia de la agresión sexual como en la probabilidad de que las niñas revelaran la agresión.
Uno de los  intereses de Maldonado está logrando prevenir la transmisión perinatal de VIH, el cual incluye impedir transmisión a través del acto de amamantar y maximizando las estrategias de prevención en países en desarrollo. Ella y sus colegas descubrieron que tratando niños con la droga antirretroviral nevirapina para sus primeros seis meses de vida reduce transmisión de VIH a través de la lactancia materna.
El programa de investigación de Maldonado también se enfoca en el desarrollo e implementación de vacunas. Su grupo ha recibido fondos de la Fundación Bill y Melinda Gates Comprender los factores que subyacentes en el bajo rendimiento de la inmunogenicidad de la vacuna oral contra la poliomielitis en niños de tres comunidades de Orizaba con el objetivo de comprender cómo mejorarla. Ella también estudia la circulación y epidemiología del poliovirus derivado de las vacunas, los cuales se originan de la vacuna oral viva utilizada contra polio. Ella hizo notar que la vacuna viva todavía se emplea en los países en desarrollo, a pesar de los riesgos conocidos, esto sucede porque es mucho más barata y porque los fabricantes todavía están trabajando para aumentar la producción de la vacuna inactiva, que es cinco veces más cara (a partir de 2018).).
Ha analizado también la eficacia de políticas de vacunación obligatoria, las cuales han sido implementadas en algunos países europeos. Maldonado también descubrió que la eliminación de las exenciones de vacunas no-médicas de California para los estudiantes que ingresan a la escuela en 2016 también llevó a un aumento en la cobertura de vacunas. Si bien los mandatos son efectivos para aumentar la inmunización, Maldonado y sus colegas también han abogado combatir la desinformación interviniendo contra quienes niegan la efectividad de la vacunación.

## Respuesta a COVID-19
Maldonado y su equipo participan de los estudios en la Universidad de Stanford sobre la biología y epidemiología de SARS-CoV-2. Ella ha trabajado en un estudio de la exactitud de tres técnicas diferentes de recolección de muestras de las cavidades nasales con torundas realizadas por el un sujeto a sí mismo, lo que permitiría a las personas hacerse las pruebas de infección sin la necesidad de acudir al hospital. Mientras tanto, ella ha hablado de la importancia de realizar los tests de COVID-19, las cuales en Stanford se han mplementado para minimizar el riesgo de expandir la enfermedad en  los hospitales.
Ella también lanzó un estudio para entender cómo el coronavirus se puede transmitir dentro de una casa. A las personas adultas que han asistido al hospital por el COVID-19  se les ha solicitado que se hicieran un hisopado nasal, junto con todos los miembros de su casa, para así mantener un registro de síntomas para comprender cuándo se propaga la infección y si esa propagación ocurre antes o después de que los síntomas hayan desaparecido. Su equipo ha trabajado también para desarrollar e implementar una prueba de anticuerpo para determinar si alguien había contraído coronavirus; la prueba fue aprobada por el la Agencia de Administración de comida y Fármacos a principios de abril de 2020.

## Premios y reconocimientos
- Premio al Alumni del Servicio de Inteligencia de la Epidemia , Centros para Control de Enfermedad y Prevención, 1989
- Sala de Fama de Alumnos Multiculturales , Stanford Universidad, 2001
- Premio RISE (Logra, Inspira, Sirve y Comprometer), Escuela Universitaria de Medicina de Stanford, 2018[1]